# 雷丁鎮區 (內布拉斯加州巴特勒縣)
雷丁鎮區（英語：Reading Township）是位於美國內布拉斯加州巴特勒縣的一個行政鎮區。

## 地方資料
雷丁鎮區的面積為93.13平方千米，皆為陸地。根據2020年美國人口普查的數據，當地共有人口504人，而人口密度為每平方千米5.41人。